# Bismillah Khan
Ustad Bismillah Khan Sahib (Dumraon, 21 de marzo de 1916-Benarés, 21 de agosto de 2006) fue un ejecutante indio de shehnai. Después de M. S. Subbulakshmi y Ravi Shankar, fue el tercer artista de música clásica india en ser galardonado con el premio Bharat Ratna (en 2001), el más alto honor civil en su país. Obtuvo reconocimiento mundial en su ejecución del shehnai por más de ocho décadas.
Se lo considera un símbulo de armonía interreligiosa por ser musulmán y tocar tanto en ceremonias hindúes como islámicas. El 15 de agosto de 1947, durante la ceremonia de independencia de la India, interpretó su música en el histórico Fuerte Rojo de Delhi. A partir de entonces, su interpretación del Raag Kafi fue transmitida cada Día de la Independencia por la televisión india.
Bismillah Khan rechazó toda invitación al extranjero hasta 1966, cuando el gobierno indio lo envió al Festival Internacional de Edimburgo. Desde entonces se presentó regularmente en Europa, América del Norte y otros países, incluyendo Afganistán, Irán, Irak, Japón y Canadá.

## Biografía
Bismillah Khan nació en el seno de una familia de músicos tradicionales musulmanes radicados en Dumraon (estado de Bihar). Su padre, Paigambar Bux Khan, y sus abuelos Ustad Salar Hussain Khan y Rasool Bux Khan, fueron músicos en la corte de Keshav Prasad Singh, Mahahará del Raj de Dumraon un principado feudal en la región de Bhojpur. Al nacer, su abuelo le dio el nombre de Bismillah ("en el nombre de Alá").
Al cumplir tres años, su familia lo trasladó a Benarés (actual Varanasi) para estudiar con su tío materno, Ali Bux 'Vilayatu' Khan, músico del templo Kashi Vishwanath. Khan siempre mantuvo reserva respecto a la formación musical, argumentando que la profundidad del arte era imposible de transmitir. De niño, practicaba diariamente con su shehnai en las orillas del río Ganges junto a su tío.
Su primer gran éxito llegó en 1937, cuando tocó en un concierto en la Conferencia de Música de Toda la India, en Calcuta. A lo largo de su ilustre carrera, participó en numerosos eventos importantes en todo el mundo. Algunos de los eventos en los que tocó incluyen la Exposición Universal de Montreal, el Festival de Arte de Cannes y la Feria Comercial de Osaka.
Su muerte generó una profunda conmoción en la nación india. El Gobierno de la India declaró un día de luto nacional y su cuerpo fue sepultado con una shennai bajo un árbol de neem. En conmemoración, el Ejército Indio lanzó una salva de 21 cañonazos en su honor.

## Su legado en la cultura popular

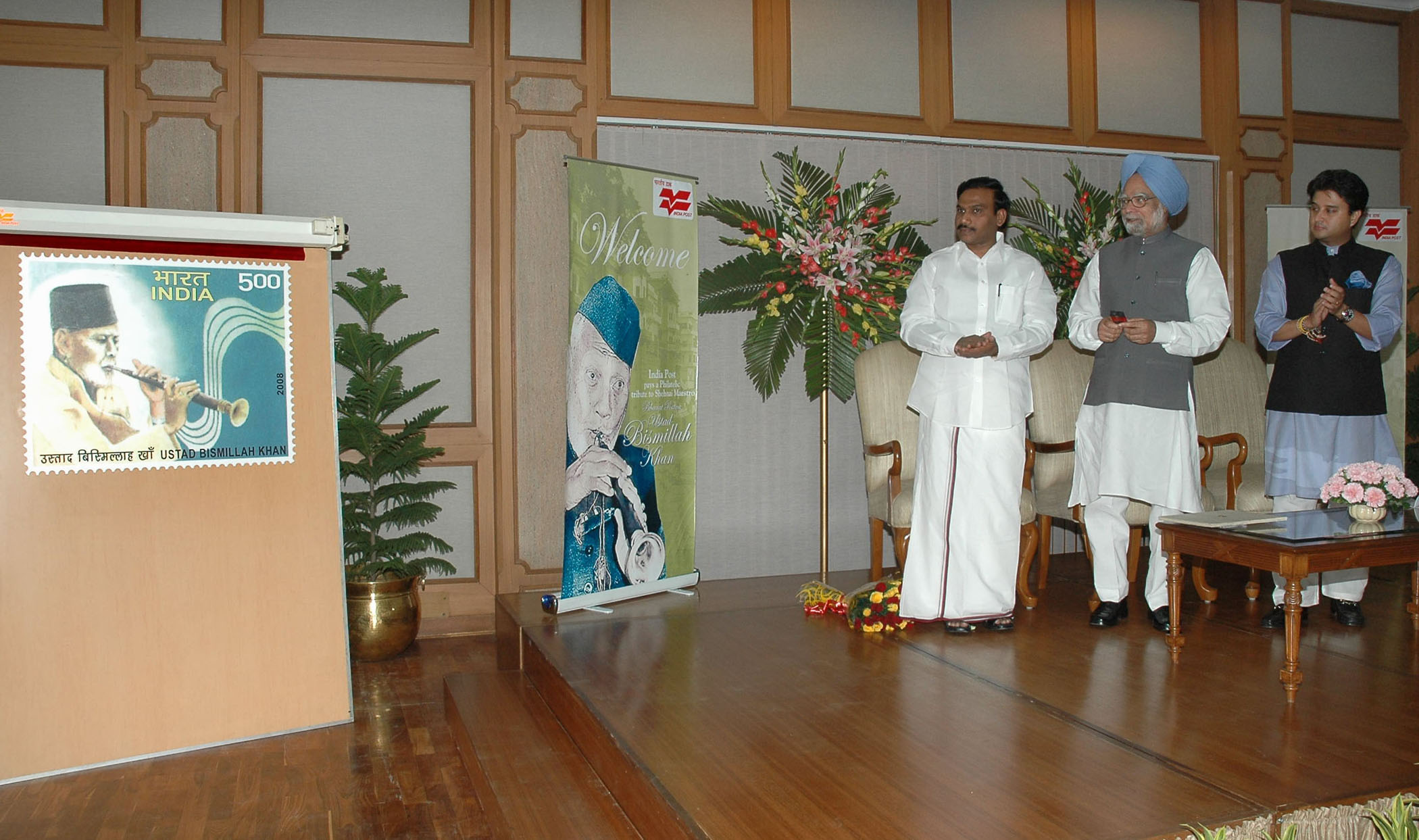
El primer ministro indio, Manmohan Singh en el lanzamiento de un sello postal conmemorativo de Bismillah Khan en 2008

Khan toco la shehnai en la varias películas de Bollywood, como Sanaadi Appanna, dirigida por Vijay, que se convirtió en un éxito de taquilla. También partició en Jalsaghar, de Satyajit Ray, y en Goonj Uthi Shehnai (1959), de Vijay Bhatt.
El reconocido director Goutam Ghose dirigió Sange Meel Se Mulaqat (1989), un documental indio sobre la vida de Khan.
El personaje de Ustad Jameel Khan en la película Rockstar de Imtiaz Ali, interpretado por Shammi Kapoor, estuvo inspirado en Bismillah Khan.
Bismillah Khan fue conmemorado en su 102.º aniversario de nacimiento por el motor de búsqueda de Google, que mostró un doodle especial en su página de inicio de India el 21 de marzo de 2018.
En el documental "Eric Clapton: Life in 12 Bars", Clapton nombra a Bismillah Khan como una influencia musical. Allí cuenta cómo intentó usar su guitarra para imitar la música de la shehnai de Bismillah Khan.

## Discografía selectiva

### Álbumes en vivo y duetos
A Rare Jugalbandi (1989, álbum de archivo)
Eb'adat: Ragini Yamani (1995, con Ustad Vilayat Khan)
Uphaar: Live at the Barbican Centre 1994 (1997)

### Recopilaciones
The Rough Guide to Indian Classical Music (2014)